# Laura Restrepo
Laura Restrepo González (Bogotà, 1950) è una scrittrice colombiana.

## Biografia
È nata a Bogotà nel 1950. Si è laureata in Filosofia e Letteratura all'Università delle Andre, dopodiché ha conseguito il dottorato in Scienze Politiche. È stata docente di letteratura all'Università Nazionale, ma negli anni sessanta abbandonò la cattedra per concentrarsi sull'ala della sinistra politica trascorrendo un periodo in Spagna ed Argentina, dove prese parte alla resistenza clandestina. Oltre all'attività politica si dedica alla scrittura e al giornalismo.
Nel 1983 fu nominata dall'allora presidente Belisario Betancur, membro della commissione per la negoziazione della pace fra il governo e il gruppo di guerriglieri M-19. Nel 1986 pubblica Historia de entusiasmo, frutto della sua esperienza con gli M-19, in cui esprime l'incapacità del governo e dei ribelli di venire a patti, per poi autoimporsi l'esilio che trascorrerà fra la Spagna e il Messico fino al 1989, quando gli M-19 si accordano per il disarmo.
I temi dell'esilio li riprende nella sua prima novella La isla de la pasión, che si basa sugli eventi storici dell'isola di Clipperton.
La sua terza novella Dolce compagnia, vince nel 1997 il Premio Sor Juana Inés de la Cruz e in quest'opera così come ne Il giaguaro al sole e L'oscura sposa, gli avvenimenti e il filo della narrazione sono sostenuti da una giornalista.
Nel 1998 è stata nominata  dalla critica francese, miglior autrice straniera.
Nel 2004 vince il Premio Alfaguara per il romanzo Delirio, che riceve nel 2006, anche in Italia, il premio Grinzane Cavour.

## Opere
- Historia de un entusiasmo (1986)
- La isla de la pasión (1989)
- Las vacas comen espaguetis (1989)
- Il giaguaro al sole (1993 - Leopardo al sol)
- Dolce compagnia (1995 - Dulce compañía)
- L'oscura sposa (1999 - La novia oscura)
- La multitud errante (2001)
- Olor a rosas invisibles (2002)
- Delirio (2004 - Delirio)
- Demasiados héroes (2009)